# Pontemaceira (España)
Pontemaceira (en gallego y oficialmente, A Ponte Maceira) es una aldea que está situada en la parroquia de Portor, en la parte este del ayuntamiento de Negreira. Es una población que está cruzada por el río Tambre. Tiene una población de 73 habitantes, 41 varones y 32 mujeres.
Está catalogado como Uno de Los Pueblos Más Bonitos de España desde el año 2019 y pertenece desde entonces a la asociación homónima.

## Geografía
En Pontemaceira, ubicado entre los municipios de Ames y Negreira, se encuentra un conjunto monumental que incluye un poblado primitivo, un antiguo molino, una presa, una capilla, un pazo moderno y un puente construido sobre el río Tambre en el siglo XIII. Este puente aprovechó los pilares de otro puente romano anterior y cuenta con cinco arcos y dos arcos más pequeños.

## Historia
El puente de Ponte Maceira era muy importante en el Camino marítimo de Santiago, ya que unía la ciudad del Apóstol Santiago con Finisterre. Hay muchas leyendas relacionadas con el Camino, como una en la que los discípulos del Apóstol Santiago, huían hacia el sur para encontrar un lugar donde enterrar el cuerpo decapitado de su maestro, mientras eran perseguidos por los legionarios romanos. Los cristianos lograron cruzar el puente y, cuando los romanos intentaron seguirlos, el puente se derrumbó por intervención "divina", permitiendo que los cristianos escaparan. 
Aquí tuvo lugar, en los primeros años del siglo XII, una batalla entre los hombres del primer arzobispo de Compostela Diego Gelmírez y las tropas de Pedro Froilaz de Trava y sus hijos Fernando Pérez de Trava y Bermudo, con los que los enfrentamientos en la frontera del Tambre de la Tierra de Santiago eran habituales. La Historia Compostelana relata el hecho: 

## Arquitectura
En arquitectura religiosa destaca la iglesia románica Santa María de Portor, es una de las más completas en toda la comarca de La Barcala. Su fachada y la torre están datadas del siglo XVII. Formada por tres pares de semicolumnas y dentro de ellas, una nave repartida en cuatro tramos, arcos ciegos, capiteles historiados, un portal lateral y una acrotera absidal. La iglesia de Santa María de Portor todavía es priorato de los monjes "bieitos", dependiente de San Martín Pinario (Santiago de Compostela).
El puente de Pontemaceira fue construido justo a la entrada de este pueblo sobre el río Tambre en el siglo XII aprovechando los pilares de un puente romano anterior. Consta de cinco arcos principales de sillería y dos de aliviadero en los accesos. Los principales presentan una luz variable -desde los seis a los diez metros-, con una fabulosa bóveda ojival en el arco central del puente. La gran estabilidad del conjunto durante sus largos años de servicio se debe a la cimentación de parte de los pilares sobre la roca madre. A tan solo 17 Kilómetros de Santiago de Compostela es un paso obligado para los peregrinos que realizan el Camino de Santiago a Finisterre. Como casi todos los monumentos históricos, el puente de Pontemaceira tiene asociada una fantástica leyenda.
La pequeña ermita de San Brais también conocida como capilla del Carmen, o la capilla de San Blas fue construida en el siglo XVIII y posteriormente (en el siglo XIX) se le incorporó recientemente un ábside semicircular neorrománico.

## Galería de imágenes

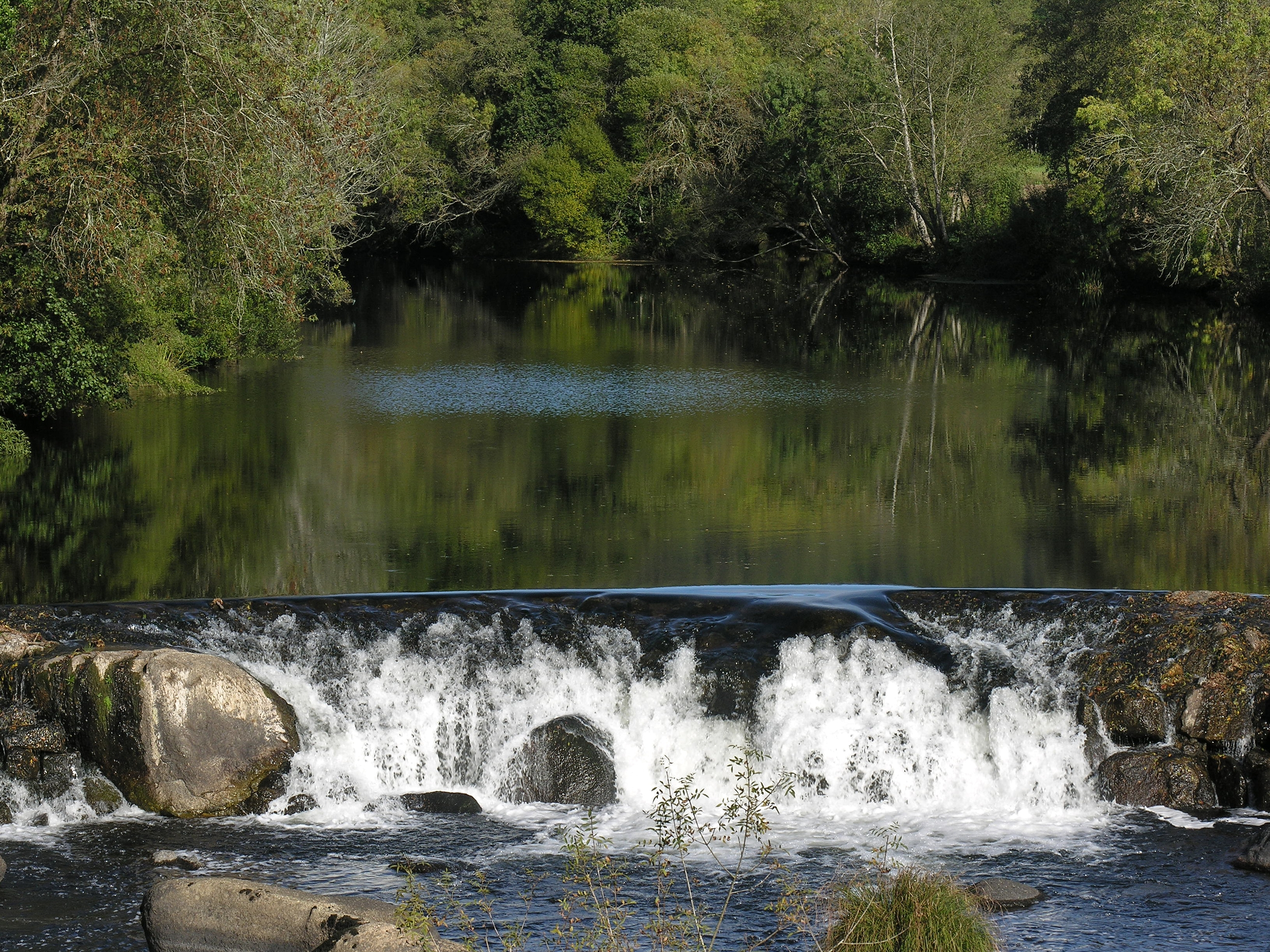
Pontemaceira sobre el río Tambre.
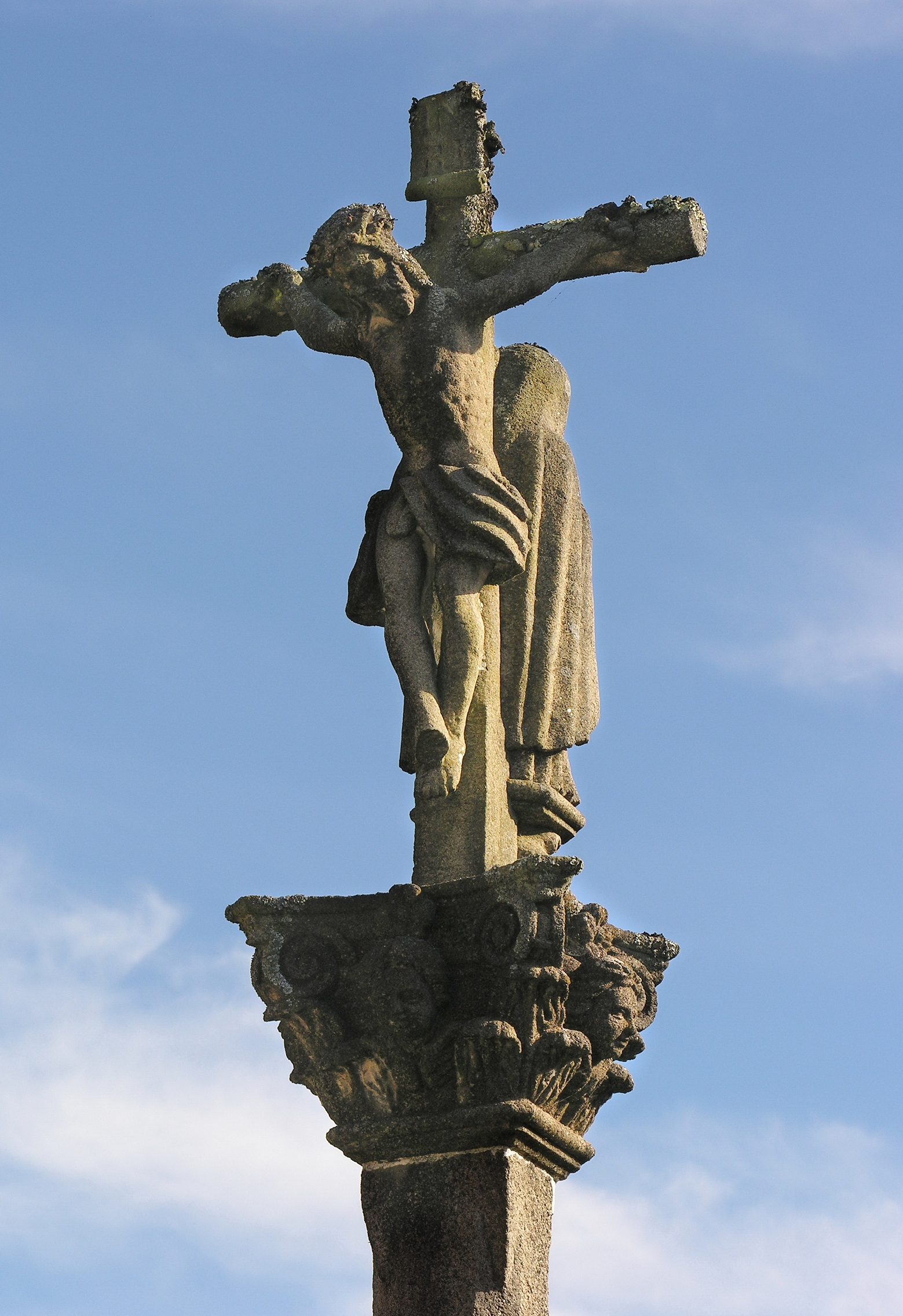
Crucero.
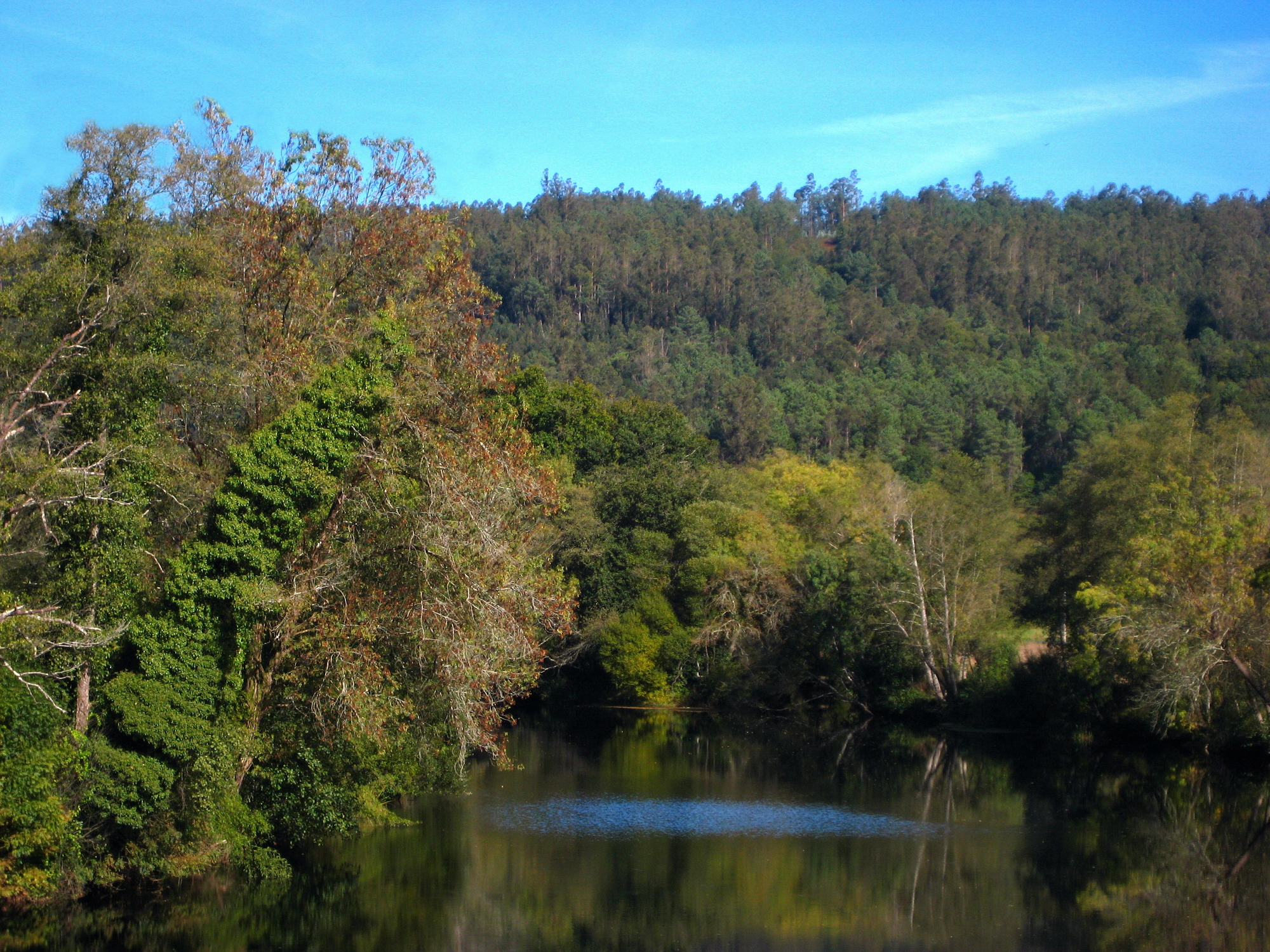
río Tambre.
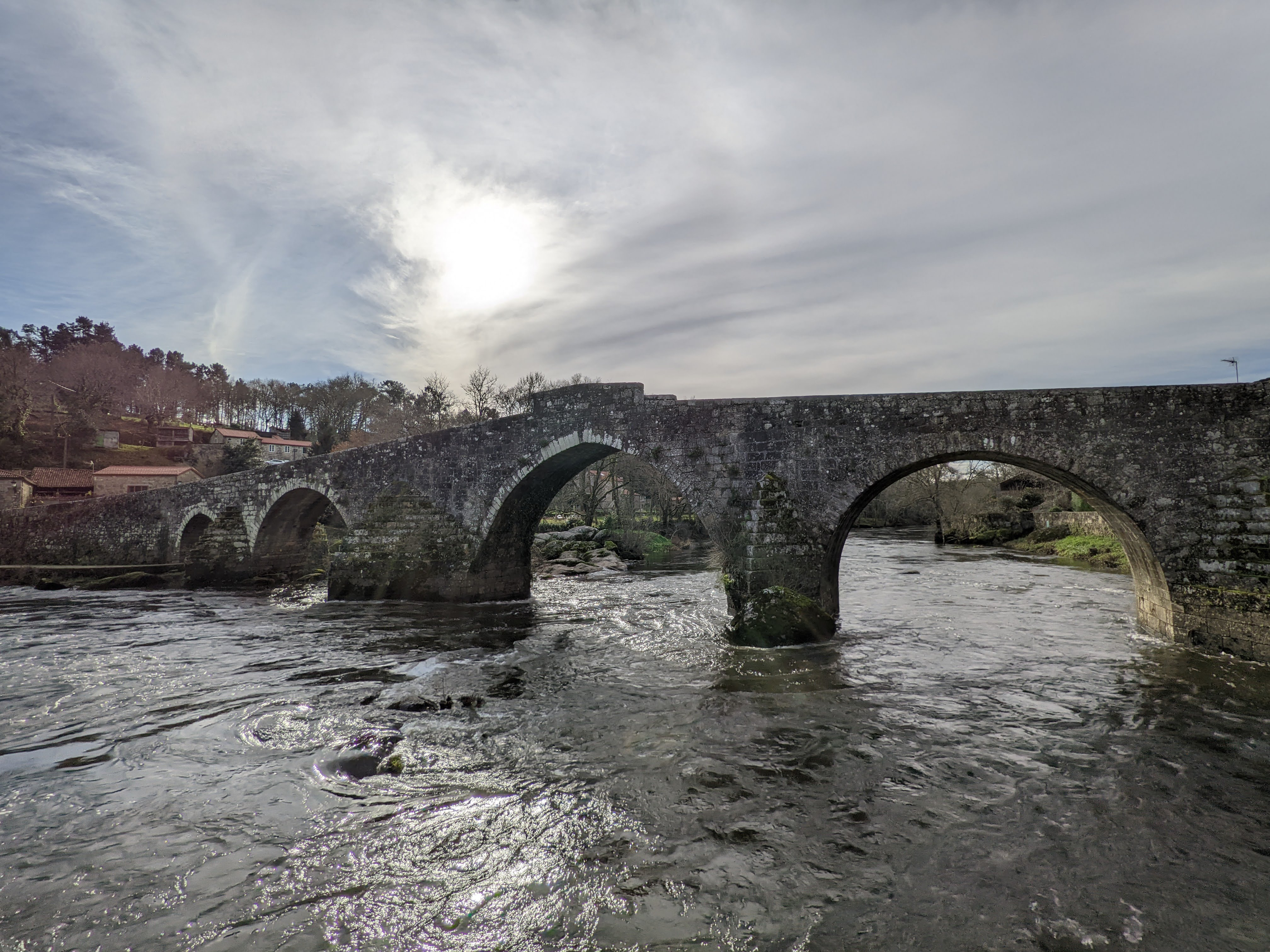
Pontemaceira.